# 한스 에리히 노사크

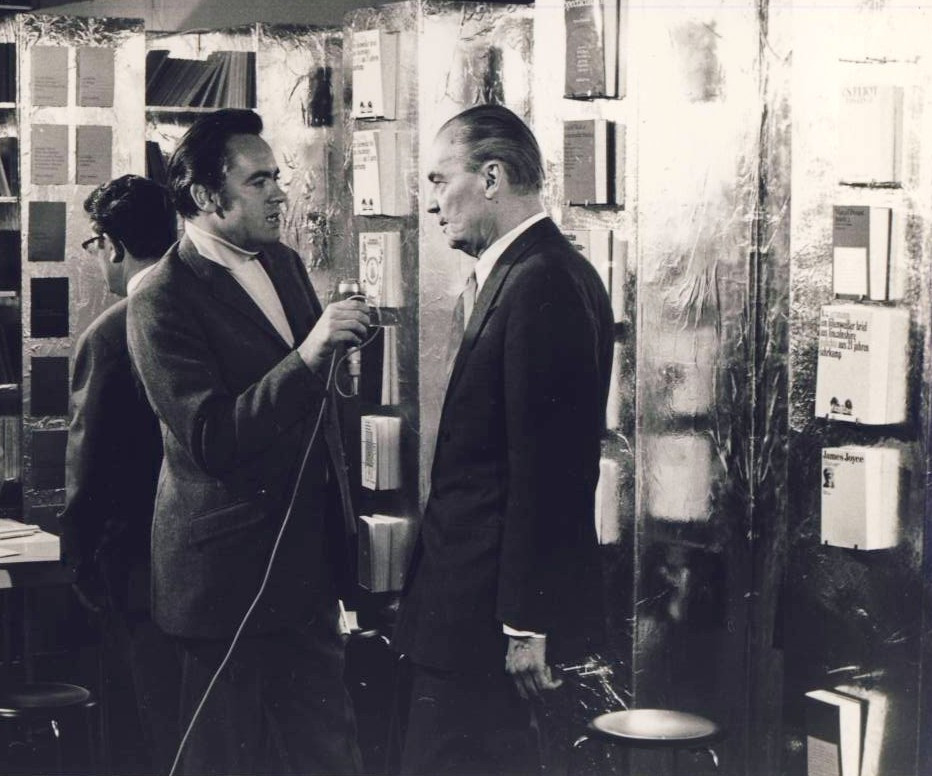
노사크 (오른쪽)

한스 에리히 노사크(Hans Erich Nossack, 1901년 1월 30일 ~ 1977년 11월 2일)는 현대독일 작가이다.
무역상의 아들로 함부르크에서 출생하여 예나 대학에서 법학과 문헌학을 배운 후, 여러 가지 직업을 전전하면서 창작을 계속하였으나 출판을 보지 못하고 1943년 공습으로 그 초고(草稿)가 전부(대부분 희곡이었다고 한다) 소실되고 말았다. 1948년 <몰락> <단편집 <죽음과의 인터뷰>(1948)에 수록, 후일 <도로테아>라 개제(1950)>로 1943년 7월의 함부르크시(市) 대공습 때의 지옥상을 묘사했는데 이 작품으로 작가로서의 지위를 굳혔다.
생의 체험을 원초적(原初的) 체험으로까지 승화시켜 신화 속의 인물을 등장시키고 있으면서도 공상과 현실을 교차시키면서 냉정한 눈으로 현대의 불안을 추구하는 그의 작풍은 현대 독일문학 중에서도 독자적 지위를 차지하고 있다.